# جين هاميلتون
جين هاميلتون (بالإنجليزية: Jane Hamilton)‏ (13 يوليو 1957، أوك بارك في الولايات المتحدة)؛ روائية أمريكية.

## روابط خارجية
- جين هاميلتون على موقع IMDb (الإنجليزية)
- جين هاميلتون على موقع قاعدة بيانات الفيلم (الإنجليزية)